# Episodi di I Am Not Okay with This
La prima e unica stagione della serie televisiva I Am Not Okay with This, composta da 7 episodi, è stata interamente pubblicata il 26 febbraio 2020 sul servizio di video on demand Netflix, in tutti i territori in cui il servizio è disponibile.
| nº | Titolo originale           | Titolo italiano                  | Pubblicazione originale | Pubblicazione Italia |
| -- | -------------------------- | -------------------------------- | ----------------------- | -------------------- |
| 1  | Dear Diary...              | Caro diario...                   | 26 febbraio 2020        | 26 febbraio 2020     |
| 2  | The Master of One F**k     | Il maestro della sveltina        | 26 febbraio 2020        | 26 febbraio 2020     |
| 3  | The Party's Over           | La festa è finita                | 26 febbraio 2020        | 26 febbraio 2020     |
| 4  | Stan by Me                 | Con Stan al mio fianco           | 26 febbraio 2020        | 26 febbraio 2020     |
| 5  | Another Day in Paradise    | Un altro giorno in paradiso      | 26 febbraio 2020        | 26 febbraio 2020     |
| 6  | Like Father, Like Daughter | Tale padre, tale figlia          | 26 febbraio 2020        | 26 febbraio 2020     |
| 7  | Deepest, Darkest Secret    | Il segreto più intimo e nascosto | 26 febbraio 2020        | 26 febbraio 2020     |

## Caro diario...
- Titolo originale: Dear Diary...
- Diretto da: Jonathan Entwistle
- Scritto da: Jonathan Entwistle & Christy Hall

### Trama
Sydney è una diciassettenne che vive con sua madre e il fratello minore in una situazione familiare problematica: oltre alla relativa povertà, il padre, a cui era molto legata, si è suicidato l'anno prima per motivi non chiari e litiga costantemente con la madre con cui ha un pessimo rapporto. Sydney è frustrata perché in casa non si affronta l'argomento della morte del genitore, quindi la sua consulente scolastica la convince (seppur riluttante) a scrivere un diario per sfogarsi. Incontrandosi con la sua migliore amica Dina, scopre che ha iniziato a uscire con il popolare atleta Bradley Lewis; la ragazza resta alquanto gelosa e, in quel momento, il naso di Bradley prende a sanguinare copiosamente. Tornando a casa, Sydney si imbatte nel suo vicino di casa Stanley Barber, che le propone di uscire insieme qualche volta. Più tardi, quella notte, dopo aver discusso con la madre rientrata dal lavoro, Sydney si chiude in camera in preda alla rabbia e frustrazione e una crepa si apre improvvisamente nel muro.

## Il maestro della sveltina
- Titolo originale: The Master of One F**k
- Diretto da: Jonathan Entwistle
- Scritto da: Christy Hall

### Trama
La mattina dopo, Sydney si convince che la crepa nel muro era già presente essendo la casa molto vecchia. Sua madre le chiede di fare la spesa dopo la scuola e Sydney chiede un passaggio a Dina che, però, rifiuta dovendo uscire con Bradley. Sentendosi tradita, Sydney torna a casa tirando a delle pietre per strada e una di esse colpisce e abbatte un cartello. Sydney chiede a Stanley di accompagnarla in auto al supermercato e si trova sorprendentemente bene con lui; tuttavia, quando al negozio si trova in procinto di pagare la merce comprata, scopre che la madre non le ha dato abbastanza soldi. Mentre rimette a posto i prodotti, l'ennesima delusione le fa nuovamente perdere il controllo e con i suoi poteri fa involontariamente cadere tutto il cibo dagli scaffali. La ragazza scappa fuori e viene raggiunta e rincuorata da Stanley (nonostante non abbia capito cosa sia successo), con cui poi va a una partita di football. I due vanno a in seguito a casa di Stanley, dove si baciano.

## La festa è finita
- Titolo originale: The Party's Over
- Diretto da: Jonathan Entwistle
- Scritto da: Liz Elverenli

### Trama
Sydney confida a Dina di aver fatto sesso con Stanley la sera prima, sebbene non le riveli di non essere sicura sui suoi veri sentimenti per lui. Successivamente, mentre cammina con il suo fratellino Liam, si imbattono nel bullo della scuola di quest'ultimo. La ragazza cerca di usare i suoi poteri contro di lui per farlo stare lontano da Liam ma, quando fallisce, si limita a minacciarlo in modo fallimentare. A casa, Sydney scende in cantina per cercare dei puzzle per il fratello; essendo la prima volta che ci scende dalla morte del padre (suicidatosi al suo interno), Sydney viene sopraffatta dal dolore e ha un attacco di panico che scatena i suoi poteri e uccidono il riccio domestico di Liam. Sydney, quella sera, va a una festa con Dina; dopo aver parlato con Stanley, senza essere riuscita a troncare le sue speranze di diventare una coppia, incontra Dina in lacrime dopo una discussione con Bradley e, dopo averla confortata, la bacia. Dina ritiene però siano solo ubriache perciò Sydney, avendo capito di provare sentimenti per l'amica, scappa sconvolta nel bosco dove scatena il suo potere, abbattendo diversi alberi.

## Con Stan al mio fianco
- Titolo originale: Stan by Me
- Diretto da: Jonathan Entwistle
- Scritto da: Tripper Clancy

### Trama
Dopo l'incidente nella foresta, Sydney si rende conto che Stanley ha visto tutto e gli fa giurare di mantenere il segreto prima di scappare. Il giorno successivo, la madre di Sydney le chiede di occuparsi di nuovo di Liam e, nella discussione che ne segue, la donna dice a Sydney che suo padre non era chi pensava fosse. Più tardi, a lezione, la ragazza scopre che può placare il proprio potere se si sofferma su dei ricordi felici; quando Dina le chiede di parlare del loro bacio, Sydney mente dicendo che vada tutto bene. Di sera la ragazza va al bowling e incontra Stan, che cerca di aiutarla a controllare i suoi poteri. Sydney spiega quindi che sembrano legati alle sue emozioni e ammette di avere baciato qualcuno alla festa. Per innescare i suoi poteri Stan la fa arrabbiare, al che viene quasi colpito da delle palle da bowling. Sydney se ne va furiosa per il rischio che l'amico ha corso e, mentre sta tornando a casa, viene seguita da una misteriosa figura.

## Un altro giorno in paradiso
- Titolo originale: Another Day in Paradise
- Diretto da: Jonathan Entwistle
- Scritto da: Tripper Clancy

### Trama
Durante un test, Bradley copia da Dina e vengono per questo messi in punizione assieme a Sydney e Stan, che hanno insultato l'insegnante per difenderli. Assieme a loro c'è la loro compagna Jenny, che suggerisce di giocare a "scopare, sposare e uccidere", ma Sydney se ne va furibonda dopo che viene derisa da Jenny che ritiene che nessuno andrebbe a letto con lei. La ragazza si rifugia in biblioteca dove, a causa del suo potere, rovescia tutti gli scaffali; quindi chiede aiuto a Stan e Dina per recuperare i filmati della sicurezza che l'hanno ripresa, raccontando a Dina che il motivo è che hanno filmato lei e Stan mentre facevano sesso. I tre escogitano un piano e irrompono nell'ufficio del preside, rubando con successo il filmato. Negli spogliatoi, Sydney sente Jenny e Bradley discutere su un rapporto che hanno avuto alla festa. Sebbene Bradley le chiede di mantenere il segreto, la ragazza racconta a Dina che l'ha tradita, pertanto i due si lasciano. Sydney racconta a Stan che in biblioteca ha perso il controllo perché si sentiva osservata e c'era qualcun altro con lei che la spiava e faceva tremolare le luci.

## Tale padre, tale figlia
- Titolo originale: Like Father, Like Daughter
- Diretto da: Jonathan Entwistle
- Scritto da: Christy Hall

### Trama
Guardando il filmato della sicurezza rubato, Sydney sembra davvero sola in biblioteca, pertanto si chiede se non stia impazzendo. A scuola, Bradley affronta Sydney infuriato perché ha fatto rompere lui e Dina, minacciando di fargliela pagare. Più tardi, Dina si confronta con Sydney su cosa ci fosse realmente sul filmato della biblioteca, ma l'amica non glielo dice. A pranzo, Sydney litiga con Stan quando prova a invitarla al ballo, mentre cominciano a circolare voci negative su Bradley e Jenny. Sydney racconta alla consulente scolastica della sensazione di essere seguita e la donna la convince che potrebbe essere un'allucinazione di suo padre, normale nelle persone che non hanno ancora superato un lutto. A casa anche Liam si arrabbia con Sydney poiché il bullo della sua scuola gli ha dato un pugno dopo le futili minacce di Sydney contro di lui e rinfacciandole il suo pessimo comportamento negli ultimi tempi. Nel tentativo di "trovare una chiusura" come suggerito dalla consulente scolastica, Sydney scende in cantina e trova una scatola di suo padre contenente del materiale militare. La madre le rivela a questo punto che l'uomo, tornato dalla guerra, aveva riscontrato uno strano cambio di comportamento (con dei sintomi simili a quelli di Sydney) che lo avevano portato alla morte. Sydney, ora più consapevole di quanto le stia accadendo, cerca il suo diario per scriverci sopra, ma scopre che è scomparso.

## Il segreto più intimo e nascosto
- Titolo originale: Deepest, Darkest Secret
- Diretto da: Jonathan Entwistle
- Scritto da: Christy Hall & Jenna Westover

### Trama
La mattina dopo, Sydney decide di assumere un atteggiamento felice nei confronti della situazione e fa ammenda con suo fratello. Dina ammette di sentirsi allontanata da Sydney che quindi le racconta delle sue allucinazioni. Dato che nessuna delle due ha un accompagnatore per il ballo, Dina propone di andarci insieme. Al ballo, Sydney si riavvicina con Stan affermando che lo vede solo come un amico e che Dina non sa nulla dei suoi poteri. Mentre ballano insieme, Dina e Sydney parlano del loro bacio e Dina dice a Sydney che non ha mai detto che non le fosse piaciuto. In quel momento, Bradley irrompe al ballo ubriaco e rivela di essere stato lui a rubare il diario a Sydney, umiliandola davanti a tutti svelando la sua omosessualità, l'amore per Dina e il loro bacio condiviso, assieme ai problemi relativi al padre, alla famiglia, con gli altri e sé stessa, dando un pugno a Stan e insultando Dina quando cercano di difenderla. Prima che possa rivelare anche dei suoi poteri, tuttavia, Sydney gli fa violentemente esplodere la testa in un attacco di rabbia. Scioccata e coperta di sangue, Sydney si allontana e corre nel bosco su una torre di avvistamento, quando viene avvicinata da un uomo (la sua presunta "allucinazione" dei giorni precedenti) che le dice che tutti dovrebbero avere paura di lei.